# Елизавета Богемская
Елизавета Богемская (нем. Elisabeth von der Pfalz; 26 декабря 1618 — 11 февраля 1680) — старшая дочь Фридриха V, короля Богемии (Чехии), и Елизаветы Стюарт. Управляла Херфордским аббатством как принцесса-аббатиса, вела переписку с Рене Декартом, длившуюся на протяжении семи лет, вплоть до его смерти в 1650 году.

## Биография

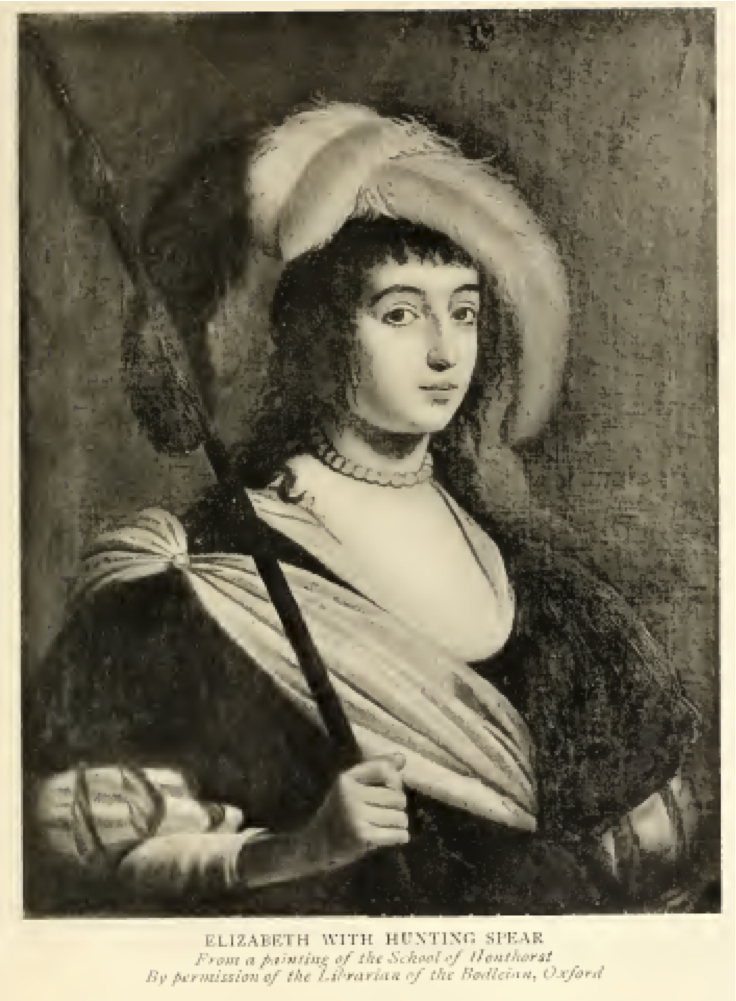
Елизавета Богемская

После свержения своего отца Елизавета провела раннюю юность в Берлине под присмотром бабушки Юлианы, дочери Вильгельма Оранского. В девять или десять лет она была отправлена с братьями и сёстрами завершать получение образования в Лейден, где её учили классическим и современным языкам, искусству и литературе. Она проявила особенную наклонность к философским исследованиям и получила прозвище «La Grecque» («гречанка») за впечатляющие познания в области классических языков. Затем она переехала в Гаагу, где её родители держали двор с благородным и образованным окружением. Были планы выдать её замуж за Владислава IV, короля Польши, но она, будучи протестанткой, отказалась выйти замуж за короля-католика.
В 1639 году Елизавета вступила в переписку с Анной Марией ван Схурман, учёной женщиной, называемой голландской Минервой. Позднее она также переписывалась с Декартом. Их письма друг к другу сохранились. По её просьбе Декарт стал её учителем философии и морали, а в 1644 году посвятил ей свои «Первоначала философии».
Во время визита к тёте Елизавета познакомилась с Йоханнесом Кокцеюсом, который впоследствии вступил в переписку с ней и посвятил ей своё изложение Песни Песней. Благодаря ему она перешла к изучению Библии.
В 1667 году она стала принцессой-аббатисой Херфордского аббатства, где проявила себя верностью в исполнении своих обязанностей, скромностью, благотворительностью и особенно гостеприимством к узникам совести. Готфрид Лейбниц посетил её аббатство в 1678 году.
Леон Пети в своей книге утверждает, что она и Декарт были влюблены друг в друга. Женевьева Родис-Льюис соглашается с этим мнением, хотя исключает наличие сексуальной страсти.